# Andrzej Rutkowski
Andrzej Rutkowski (ur. 5 stycznia 1946 w Łodzi) – polski kompozytor, aranżer, gitarzysta basowy, grający muzykę pop.

## Życiorys
Ukończył Średnią Szkołę Muzyczną w klasie skrzypiec oraz Wydział Wychowania Muzycznego Państwowej Wyższej Szkoły Muzycznej w Łodzi.
Prowadził zespoły Bumerang (1969–1970). W 1971 roku utworzył zespół Vox Remedium z solistką Marylą Lerch. Równocześnie nawiązał współpracę jako gitarzysta basowy i wokalista z zespołem Ptaki. W 1982 roku nawiązał stałą współpracę z Grażyną Świtałą. Jako muzyk i kierownik zespołu współpracował z Haliną Kunicką, Jerzym Połomskim, Stenią Kozłowską i Ireną Santor.
W 1969 roku pod jego kierownictwem zespół Bumerang, Alibabki i Jolanta Borusiewicz zdobyli wyróżnienie na Krajowym Festiwalu Piosenki Polskiej w Opolu za piosenkę „Hej dzień się budzi” i w tym samym roku wystąpili na Festiwalu w Sopocie. 
Pisał piosenki z takimi autorami jak: Agnieszka Osiecka, Wojciech Młynarski, Andrzej Kuryło, Leon Sęk i Janusz Kondratowicz. Wraz z Grażyną Świtałą nagrał kilkanaście programów rozrywkowych dla Telewizji Polskiej z piosenkami country i pop oraz wiele kolęd.
Występował w: USA, Kanadzie, ZSRR, całej Zachodniej Europie, krajach arabskich, Australii. Pracował jako muzyk na statkach pasażerskich różnych bander.
Wieloletni członek Związku Polskich Autorów i Kompozytorów (ZAKR) oraz Stowarzyszenia Autorów ZAiKS. Od wielu lat jest też czynnym członkiem władz tych Stowarzyszeń biorąc udział w pracach Komisji Rewizyjnych.
Ostatnie kompozycje napisał do poezji Jerzego Masłowskiego, które to piosenki nagrali Marian Opania i Stan Borys.
W 2019 roku otrzymał Nagrodę Specjalną ZAiKS-u.

## Największe przeboje
- „Dla nas ta noc pod gwiazdami” – słowa: A. Osiecka, wyk. Grażyna Świtała
- „Dwa serca jak pociągi dwa” – słowa: W. Młynarski, wyk. Grażyna Świtała
- „Noc z Renatą” – słowa: A. Osiecka, wyk. Renata Zarębska, zesp. Superpuder
- „Czekaj mnie, wypatruj mnie” – słowa: A. Kuryło, wyk. H. Kunicka
- „Wśród ptaków” – słowa: A. Kudelski, wyk. zesp. Ptaki (tytułowa piosenka z płyty Wśród ptaków)
- „Zanim” – słowa: M. Dagnan, wyk. E. Śnieżanka
- „Hej człowieku chodź” – słowa: W. Młynarski, wyk. E. Geppert, G. Świtała